# Marosa di Giorgio
Marosa di Giorgio (ur. 1 stycznia 1932 w Salto, zm. 17 sierpnia 2004 w Montevideo) – urugwajska poetka i pisarka. 
Urodziła się w Salto i dorastała na rodzinnej farmie. Wiersze zaczęła tworzyć już w dzieciństwie. Ich pierwszy zbiór (Poemas) został opublikowany w 1954, gdy poetka miała 22 lata. W sumie wydała czternaście tomów wierszy, trzy zbiory opowiadań oraz jedną powieść. Jej twórczość była określana przez krytyków jako surrealistyczna, ale sama autorka odrzucała łączenie jej z jakimkolwiek nurtem literackim.

## Wybrana twórczość
- Poemas (1954)
- Humo (1955)
- Druida (1959)
- Historial de las violetas (1965)
- Magnolia (1968)
- La guerra de los huertos (1971)
- Está en llamas el jardín natal (1975)
- Clavel y tenebrario (1979)
- La liebre de marzo (1981)
- Mesa de esmeralda (1985)
- Los papeles Salvajes  (zbiór poezji, część I, 1989)
- La falena (1989)
- Membrillo de Lusana (1989)
- Los papeles Salvajes (zbiór poezji, część II, 1991)
- Misales (1993)
- Camino de las pedrerías (1997)
- Reina Amelia (1999)
- Diamelas a Clementina Médici (2000)
- Rosa mística (2003)